# Tappe Bur
Tappe Bur – wieś w Iranie, w ostanie Azerbejdżan Zachodni, w szahrestanie Takab. W 2006 roku liczyła 328 mieszkańców.